# Проданная невеста
«Проданная невеста» (чеш. Prodaná nevěsta) — комическая опера в трёх действиях чешского композитора Бедржиха Сметаны на либретто Карела Сабины. Опера считается значительной вехой в развитии чешской музыки. Написана в период 1863—1866 годов, и впервые исполнена 30 мая 1866 года во Временном театре (Prozatímní divadlo) в Праге. Опера не сразу завоевала признание и была переработана и дополнена в течение следующих четырёх лет.
Первоначально была написана как оперетта в двух действиях (с двадцатью музыкальными номерами и разговорными диалогами). Требования иностранных оперных театров заставили Сметану внести изменения в партитуру и сделать её более обширной. Для исполнения в Санкт-Петербурге в 1870 году опера была разделена на три действия, а разговорные диалоги превратились в речитативы. В таком варианте она быстро получила популярность и в конечном итоге с успехом ставилась во всём мире.
Чешская национальная опера до этого времени была представлена лишь некоторыми незначительными, редко исполняемыми произведениями. Эта опера Сметаны была частью его стремления к созданию подлинно национального оперного жанра. Музыкальная обработка Сметаны широко использует традиционные чешские танцевальные формы, такие как полька и фуриант, хотя он в значительной степени избегал прямых цитат из народных песен. Вместе с тем он создал музыку, которая была в точности подобна народной, и, по мнению чехов, является в высшей степени чешской по духу. Увертюра часто исполняется как отдельное произведение независимо от оперы. Композитор написал её ранее остальной оперы.
После исполнения в Вене в 1892 году опера получила международное признание. Она была поставлена в Чикаго в 1893 году, в Лондоне в 1895 году и в Нью-Йорке в 1909 году, впоследствии становится первой и на протяжении многих лет единственной чешской оперой в мировом репертуаре. Многие из этих ранних международных выступлений были на немецком языке под названием Die verkaufte Braut, а версия на немецком языке продолжает играться и записываться. Немецкий фильм-опера был сделан в 1932 году Максом Офюльсом.
На русский язык либретто «Проданной невесты» перевёл Сергей Михалков.

## Действующие лица
- Крушина, крестьянин (баритон)
- Людмила, его жена (сопрано или меццо-сопрано)
- Маженка, их дочь (сопрано)
- Миха, богатый крестьянин (бас)
- Гата, его жена (меццо-сопрано)
- Вашек, их сын (тенор)
- Еник, сын Михи от первого брака (тенор)
- Кецал, деревенский сват (бас)
- Директор цирка (тенор)
- Эсмеральда, танцовщица (сопрано)
- Индеец, комедиант (тенор)